# Vincent Vinel
Vincent Vinel, né le 22 décembre 1995 à Sofia, en Bulgarie, est un auteur-compositeur-interprète français. Il se fait connaître avec sa reprise de Lose Yourself, d'Eminem, lors de son passage à The Voice: La Plus Belle Voix.

## Biographie
Vincent, adopté en Bulgarie à l'âge de deux ans et demi, développe très jeune une déficience visuelle tout en manifestant un talent inné pour la musique.
Dès quatre ans, cet autodidacte commence à apprendre le piano. Il a tenté sans succès d'intégrer le conservatoire, en raison de l'absence de programme adapté à la lecture en braille.
Vincent poursuit sa passion pour la musique tout en s'inscrivant au Studio école de France. Parallèlement, il se produit dans les gares parisiennes, utilisant les pianos mis à disposition. Il est découvert à la gare Saint-Lazare, ce qui lui permet de participer à l'émission The Voice : La Plus Belle Voix.
Sa participation à The Voice est perçue comme une opportunité de démontrer que le handicap n'est pas un obstacle à la réalisation de ses rêves. Il atteint la finale et se classe troisième.
Son audition à The Voice devient virale, établissant un record de vues sur YouTube pour une audition à l'aveugle de l'émission au niveau mondial, avec plus de 187 millions de vues.[réf. nécessaire] Les éditions Michel Lafon lui proposent alors de publier une autobiographie, Sortir de l'ombre, qui paraît en juillet 2017.
Après l'émission, il est intégré à la tournée de la saison 6 avec les huit autres talents sélectionnés, bien que la tournée soit ultérieurement annulée faute de budget. Sa carrière prend un tournant international lorsque la vidéo de son audition à l'aveugle est partagée par la célèbre présentatrice américaine Ellen DeGeneres sur son compte Twitter, lui apportant une notoriété mondiale.
Vincent alimente sa chaîne Youtube chaque semaine d'un nouvel épisode d'une série intitulée Juste des moments justes. Ce sont des vidéos où il partage des moments musicaux, tantôt des reprises, tantôt des essais de nouveaux instruments. Il y partage également ses singles et les paroles correspondantes.
En 2019, il participe aux championnats de France de Human Beatbox à Nantes, dans la catégorie loop station et y remporte le « prix du meilleur show».
En 2023, Vincent Vinel est apparu dans l'émission spéciale de NHK BS intitulée « Piano de rue - Spécial Harami-chan à Paris ». À la gare de Lyon, à Paris, il a rencontré Harami-chan (ja), célèbre pianiste japonaise et Youtubeuse, avec laquelle il a interprété une improvisation à quatre mains. Leur reprise de « We Will Rock You » du groupe Queen a été vivement applaudie par les passants présents. L'émission montrait également Harami-chan rendant visite à Vincent dans son studio personnel, où il a interprété en chant et au piano sa propre composition « Hourglass ». Entre les morceaux, il a parlé de son enfance et de son parcours de musicien en situation de handicap visuel, touchant profondément les téléspectateurs. Cette collaboration a suscité un grand écho, et l'émission a reçu le Prix d'encouragement annuel dans la catégorie Documentaire lors de la 39e édition des Prix ATP.

## Discographie

### Single

#### 2018
- Toi et Moi, décembre 2018
- Toi et Moi (remix d'Ajar Level), décembre 2018

#### 2019
- Trop vivant, janvier 2019
- Paradis, février 2019
- Vivre ou Exister, avril 2019
- Too late, mai 2019
- Tout faux, juin 2019
- Romantic, août 2019
- Please, septembre 2019
- Make it rain, novembre 2019

#### 2020
- Reconfiné, novembre 2020

#### 2021
- Hourglass, août 2021